# Noah Cobb
Noah Cobb (Chattanooga, 20 luglio 2005) è un calciatore statunitense, difensore dell'Atlanta United.

## Carriera

### Club
Ha iniziato a giocare a calcio nel Chattanooga FC, per poi entrare a far parte del settore giovanile dell'Atlanta United nel 2016. Ha debuttato con la squadra riserve il 5 agosto 2021 nell'incontro di USL Championship perso 3-1 contro il Birmingham Legion ed il 23 marzo 2022 ha firmato il suo primo contratto professionistico con con l'Atlanta United 2.
Il 26 marzo 2023 ha debuttato ufficialmente in prima squadra nell'incontro di MLS perso 6-1 contro il Columbus Crew.

### Nazionale
Ha giocato con la nazionale statunitense Under-20.

## Statistiche

### Presenze e reti nei club
Statistiche aggiornate al 13 gennaio 2025.
| Stagione        | Squadra          | Campionato      | Campionato | Campionato | Coppe nazionali | Coppe nazionali | Coppe nazionali | Coppe continentali | Coppe continentali | Coppe continentali | Altre coppe | Altre coppe | Altre coppe | Totale | Totale | Totale |
| Stagione        | Squadra          | Comp            | Pres       | Reti       | Comp            | Pres            | Reti            | Comp               | Pres               | Reti               | Comp        | Pres        | Reti        | Pres   | Reti   |        |
| --------------- | ---------------- | --------------- | ---------- | ---------- | --------------- | --------------- | --------------- | ------------------ | ------------------ | ------------------ | ----------- | ----------- | ----------- | ------ | ------ | ------ |
| 2021            | Atlanta United 2 | USL             | 11         | 0          | -               | -               | -               | -                  | -                  | -                  | -           | -           | -           | 11     | 0      |        |
| 2022            | Atlanta United 2 | USL             | 26         | 0          | -               | -               | -               | -                  | -                  | -                  | -           | -           | -           | 26     | 0      |        |
| 2023            | Atlanta United 2 | MNP             | 18         | 3          | -               | -               | -               | -                  | -                  | -                  | -           | -           | -           | 18     | 3      |        |
| 2024            | Atlanta United 2 | MNP             | 2          | 0          | -               | -               | -               | -                  | -                  | -                  | -           | -           | -           | 2      | 0      |        |
| 2023            | Atlanta United   | MLS             | 3          | 0          | USCup           | 1               | 0               | -                  | -                  | -                  | LC          | 0           | 0           | 4      | 0      |        |
| 2024            | Atlanta United   | MLS             | 21         | 0          | USCup           | 2               | 0               | -                  | -                  | -                  | LC          | 0           | 0           | 23     | 0      |        |
| 2025            | Atlanta United   | MLS             | 1          | 0          | USCup           | 0               | 0               | -                  | -                  | -                  | -           | -           | -           | 1      | 0      |        |
| Totale carriera | Totale carriera  | Totale carriera | 82         | 3          |                 | 3               | 0               |                    | -                  | -                  |             | 0           | 0           | 85     | 3      |        |